# Тагір Тавфік
Та́гір Тавфі́к (курд. Tahir Tofiq, сорані تایەر تۆفیق‎, араб. طاهر توفیق‎‎), також Таєр Тавфік (курд. Tayer Tofîk, нар. 1922, Кьой-Санджак, Королівство Ірак — пом. 1988, Ербіль, Ірак) — іракський співак курдського походження.

## Життєпис
Народився у м. Кьой-Санджак (курд. Koye) поблизу Ербіля на території іракського Курдистану. У своєму інтерв'ю Тагір Тавфік казав, що розпочав співати у дуже ранньому віці, коли відвідував початкову школу. Брав участь у читанні Корану 
на день народження пророка Мухаммеда. У зв'язку з матеріальними проблемами в сім'ї не зміг завершити своє навчання, тому змушений був працювати разом із братами, щоб утримувати родину. Переїжджає до Басри в 1945 році, де працює в магазині одного зі своїх родичів (Тагіра аль-Гаджа-ефенді Абу Джамала), проте прожив там недовго та повернувся в рідне місто, а згодом їде до  Ербіля. З 1947 році проживає у Багдаді, де записує свої пісні, які стають надзвичайно популярними. 
Одружився в 1949 році, проте дружина померла наступного року через хворобу, і дітей у шлюбі в них не було. Помер у м. Ербіль.

## Пісні
Відомі пісні: 
- Dlaram - Asheqy chawi bazi xomem, boye haz la rawi kaw dakam
- Kras zerdê
- Shlêre wey Shlêre
- Nesrîn ewro newroze
- Torawe dilî min